# 王訓 (順治進士)
王训（1614年—1683年），字敷彝，一字念泉，号悔斋，山東安丘縣（今安丘市）人。清初官员。
顺治四年（1647年）中进士，授直隶万全县知县。曾纂《续安丘志》25卷。